# Сборная Италии по футболу (до 20 лет)
Сборная Италии по футболу до 20 лет — национальная команда, представляющая Италию на чемпионатах Мира по футболу среди игроков не старше 20 лет. Контролируется Федерацией футбола Италии. Главный тренер — Бернардо Корради.

## Структура
Сборная Италии до 20 лет создана для участия в финальной стадии молодежного чемпионата Мира по футболу, который проводится раз в два года. По сути, она является командой до 19 лет прошлогоднего созыва, так как её присутствие на этом турнире зависит от результатов выступления сборной Италии на чемпионате Европы до 19 лет, который проходит годом ранее. 5 лучших команд с данного турнира автоматически квалифицируются на чемпионат мира по футболу до 20 лет.
Кроме участия в чемпионатах Мира, сборная используется в качестве экспериментальной команды для игроков команды до 21 года, а также для тех, кто не попал в официальные заявки на другие молодежные турниры.
С 2001 года сборная Италии участвует Турнире четырех наций с Германией, Швейцарией и Австрией (с сезона 2017—2018 турнир расширен до 8 участников и переименован в Элитную лигу). Всего 7 игр, которые проводятся в течение сезона среди 8 национальных команд. Также сборная Италии до 20 лет участвует в Средиземноморских играх и в турнире в Тулоне.

## История
Чемпионат Мира по футболу среди игроков не старше 20 лет — единственный официальный турнир, в котором принимает участие сборная Италии до 20 лет. Лучший результат за всю историю — второе место в 2023 году. В 2019 году Италия впервые квалифицировалась на второй мундиаль подряд.

## Выступления на международных турнирах

### Чемпионат мира (до 20 лет)
| Год   | Раунд                  | М                      | В                      | Н*                     | П                      | МЗ                     | МП                     |                    |
| ----- | ---------------------- | ---------------------- | ---------------------- | ---------------------- | ---------------------- | ---------------------- | ---------------------- | ------------------ |
| 1977  | Групповой этап         | 3                      | 0                      | 2                      | 1                      | 1                      | 3                      |                    |
| 1979  | Не прошли квалификацию | Не прошли квалификацию | Не прошли квалификацию | Не прошли квалификацию | Не прошли квалификацию | Не прошли квалификацию | Не прошли квалификацию |                    |
| 1981  | Групповой этап         | 3                      | 0                      | 0                      | 3                      | 1                      | 6                      |                    |
| 1983  | Не прошли квалификацию | Не прошли квалификацию | Не прошли квалификацию | Не прошли квалификацию | Не прошли квалификацию | Не прошли квалификацию | Не прошли квалификацию |                    |
| 1985  | Не прошли квалификацию | Не прошли квалификацию | Не прошли квалификацию | Не прошли квалификацию | Не прошли квалификацию | Не прошли квалификацию | Не прошли квалификацию |                    |
| 1987  | 1/4 финала             | 4                      | 2                      | 1                      | 1                      | 5                      | 3                      |                    |
| 1989  | Не прошли квалификацию | Не прошли квалификацию | Не прошли квалификацию | Не прошли квалификацию | Не прошли квалификацию | Не прошли квалификацию | Не прошли квалификацию |                    |
| 1991  | Не прошли квалификацию | Не прошли квалификацию | Не прошли квалификацию | Не прошли квалификацию | Не прошли квалификацию | Не прошли квалификацию | Не прошли квалификацию |                    |
| 1993  | Не прошли квалификацию | Не прошли квалификацию | Не прошли квалификацию | Не прошли квалификацию | Не прошли квалификацию | Не прошли квалификацию | Не прошли квалификацию |                    |
| 1995  | Не прошли квалификацию | Не прошли квалификацию | Не прошли квалификацию | Не прошли квалификацию | Не прошли квалификацию | Не прошли квалификацию | Не прошли квалификацию |                    |
| 1997  | Не прошли квалификацию | Не прошли квалификацию | Не прошли квалификацию | Не прошли квалификацию | Не прошли квалификацию | Не прошли квалификацию | Не прошли квалификацию |                    |
| 1999  | Не прошли квалификацию | Не прошли квалификацию | Не прошли квалификацию | Не прошли квалификацию | Не прошли квалификацию | Не прошли квалификацию | Не прошли квалификацию |                    |
| 2001  | Не прошли квалификацию | Не прошли квалификацию | Не прошли квалификацию | Не прошли квалификацию | Не прошли квалификацию | Не прошли квалификацию | Не прошли квалификацию |                    |
| 2003  | Не прошли квалификацию | Не прошли квалификацию | Не прошли квалификацию | Не прошли квалификацию | Не прошли квалификацию | Не прошли квалификацию | Не прошли квалификацию |                    |
| 2005  | 1/4 финала             | 5                      | 2                      | 1                      | 2                      | 10                     | 8                      |                    |
| 2007  | Не прошли квалификацию | Не прошли квалификацию | Не прошли квалификацию | Не прошли квалификацию | Не прошли квалификацию | Не прошли квалификацию | Не прошли квалификацию |                    |
| 2009  | 1/4 финала             | 5                      | 2                      | 1                      | 2                      | 9                      | 9                      |                    |
| 2011  | Не прошли квалификацию | Не прошли квалификацию | Не прошли квалификацию | Не прошли квалификацию | Не прошли квалификацию | Не прошли квалификацию | Не прошли квалификацию |                    |
| 2013  | Не прошли квалификацию | Не прошли квалификацию | Не прошли квалификацию | Не прошли квалификацию | Не прошли квалификацию | Не прошли квалификацию | Не прошли квалификацию |                    |
| 2015  | Не прошли квалификацию | Не прошли квалификацию | Не прошли квалификацию | Не прошли квалификацию | Не прошли квалификацию | Не прошли квалификацию | Не прошли квалификацию |                    |
| 2017  | Третье место           | 7                      | 3                      | 2                      | 2                      | 10                     | 9                      |                    |
| 2019  | Четвертое место        | 7                      | 4                      | 1                      | 2                      | 8                      | 5                      |                    |
| 2021  | Не прошли квалификацию | Не прошли квалификацию | Не прошли квалификацию | Не прошли квалификацию | Не прошли квалификацию | Не прошли квалификацию | Не прошли квалификацию |                    |
| 2023  | Второе место           | 7                      | 5                      | 0                      | 2                      | 13                     | 8                      |                    |
| 2025  | Ожидают жеребьёвку     | Ожидают жеребьёвку     | Ожидают жеребьёвку     | Ожидают жеребьёвку     | Ожидают жеребьёвку     | Ожидают жеребьёвку     | Ожидают жеребьёвку     | Ожидают жеребьёвку |
| Итого | 8/23                   | 41                     | 18                     | 8                      | 15                     | 57                     | 51                     |                    |

*В ничьи включены также матчи плей-офф, которые завершились послематчевыми пенальти.

## Состав
Официальная заявка на матчи «Элитной лиги» до 20 лет против Чехии и Германии, которые прошли 5 и 10 сентября 2024 года.
| №              | Имя                 | Клуб                   | Дата рождения    | Возраст | Игр     | Голов   |
| Вратари        | Вратари             | Вратари                | Вратари          | Вратари | Вратари | Вратари |
| -------------- | ------------------- | ---------------------- | ---------------- | ------- | ------- | ------- |
|                | Федерико Магро      | Верона                 | 10 января 2005   | 20      |         |         |
|                | Лоренцо Торриани    | Милан                  | 31 января 2005   | 20      |         |         |
| Защитники      |                     |                        |                  |         |         |         |
|                | Давиде Бартезаги    | Милан                  | 29 декабря 2005  | 19      |         |         |
|                | Фабио Кьяродиа      | Боруссия Мёнхенгладбах | 5 июня 2005      | 19      |         |         |
|                | Пьетро Комуццо      | Фиорентина             | 20 февраля 2005  | 20      |         |         |
|                | Кристиан Корради    | Верона                 | 21 февраля 2005  | 20      |         |         |
|                | Рияд Идрисси        | Модена                 | 13 июня 2005     | 19      |         |         |
|                | Филиппо Мане        | Боруссия Дортмунд      | 8 марта 2005     | 20      |         |         |
|                | Марко Палестра      | Аталанта               | 3 марта 2005     | 20      |         |         |
| Полузащитники  |                     |                        |                  |         |         |         |
|                | Давиде Фраттези     | Специя                 | 21 января 2005   | 20      |         |         |
|                | Аарон Чаммальикелла | Торино                 | 26 января 2005   | 20      |         |         |
|                | Маттео Чикелла      | Фрозиноне              | 4 октября 2005   | 20      |         |         |
|                | Luca Ди Маджио      | Перуджа                | 31 марта 2005    | 19      |         |         |
|                | Йонас Хардер        | Хоффенхайм             | 30 сентября 2005 | 19      |         |         |
|                | Лука Липани (к)     | Сассуоло               | 18 мая 2005      | 19      |         |         |
|                | Джакопо Сардо       | Саарбрюккен            | 8 марта 2005     | 20      |         |         |
|                | Кевин Дзероли       | Милан                  | 11 января 2005   | 20      |         |         |
| Нападающие     |                     |                        |                  |         |         |         |
|                | Лоренцо Ангеле      | Ювентус                | 26 февраля 2005  | 20      |         |         |
|                | Джакомо Де Пьери    | Интер                  | 29 декабря 2006  | 18      |         |         |
|                | Джулио Мизитано     | Рома                   | 30 января 2005   | 20      |         |         |
|                | Франческо Преста    | Фиорентина             | 5 апреля 2005    | 19      |         |         |
|                | Доминик Вавассори   | Аталанта               | 9 декабря 2005   | 19      |         |         |
| Главный тренер |                     |                        |                  |         |         |         |
| Флаг Италии    | Бернардо Корради    | Бернардо Корради       | 30 марта 1976    | 48      |         |         |